# Saint-Brice (Manche)
Saint-Brice település Franciaországban, Manche megyében. Lakosainak száma 136 fő (2022. január 1.). Saint-Brice La Godefroy, Saint-Senier-sous-Avranches és Tirepied-sur-Sée községekkel határos.

## Népesség
A település népessége az elmúlt években az alábbi módon változott:
| Lakosok száma | 87   | 91   | 96   | 123  | 143  | 138  | 131  | 127  | 129  | 136  |
|               | 1968 | 1982 | 1990 | 2006 | 2013 | 2015 | 2017 | 2019 | 2020 | 2022 |